# Maszewe
Maszewe (ukr. Машеве) – wieś na Ukrainie, w obwodzie czernihowskim, w rejonie nowogrodzkim, w hromadzie Semeniwka. W 2001 liczyła 868 mieszkańców.